# Papyrus 37

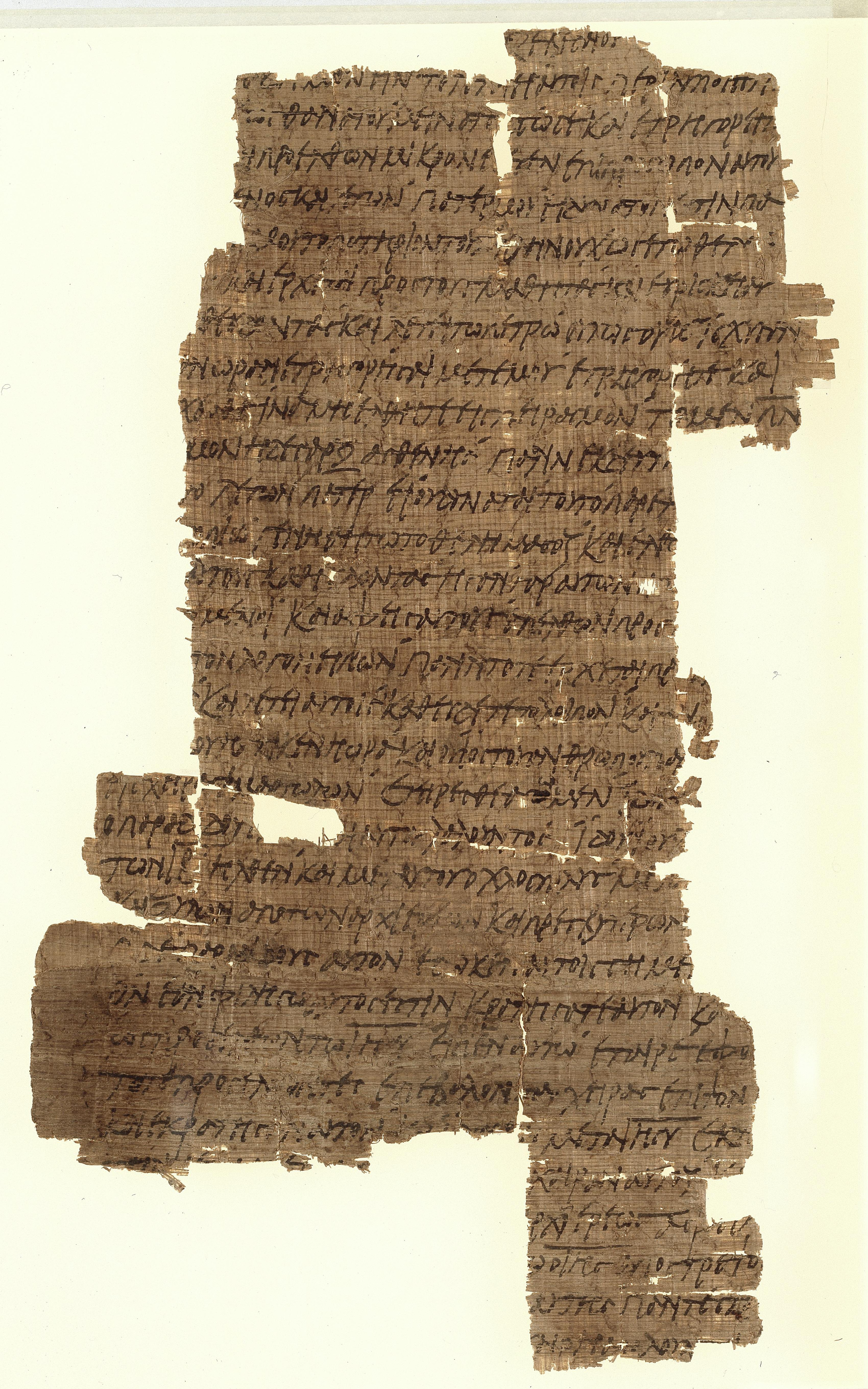
Papyrus 37 verso

Papyrus 37, of {\displaystyle {\mathfrak {P}}}37 (nummering volgens Gregory-Aland) is een oud Grieks handschrift van het Nieuwe Testament. Het is geschreven op papyrus en bevat het Evangelie volgens Matteüs, 26:19-52. Het wordt gedateerd in de derde eeuw, rond het jaar 250 of 260, gezien zijn verwantschap aan Papyrus 53 (gedateerd 260), de brieven van Heroninos (rond 260) en een brief van Kopres (P. Greco-Egizi 208) die gedateerd wordt in 256.

## Beschrijving
Het handschrift wordt bewaard in de bibliotheek van de University of Michigan (inv. 1570), en is gekocht in 1924 in Caïro, Egypte. Waar het precies vandaan komt is onbekend, waarschijnlijk uit Egypte. Het is een fragment van een blad met één kolom van 33 regels en 40 tot 50 letters per regel. Het fragment is ongeveer 12,1 cm bij 22,4 cm.
Het fragment is aan alle zijden beschadigd, zodat er stukken ontbreken, oorspronkelijk was het waarschijnlijk 15 cm bij 25,5 cm.

## Schrift en ouderdom
De tekst is Matteüs 26:19-52; het Laatste Avondmaal, het verraad van Judas en het begin van de arrestatie van Jezus.
De papyrus is beschreven met een leesbaar, iets cursief schrift waarbij de letters soms met elkaar verbonden worden. De cursieve letters doen denken aan het schrift dat in zwang was tussen 200 en 350. Er is nog al wat variatie tussen de letters, wat het moeilijker maakt om precies te dateren op basis van schrifttype.
Waarschijnlijk was de schrijver een geletterd en geleerd iemand; de letters zijn niet onhandig en maken geen nagetekende indruk. De onregelmatigheden suggereren dat hij niet heel ervaren was; het schrift doet denken aan wat we vinden in persoonlijke brieven en dergelijke in het midden van de tweede eeuw.
Bepakte heilige namen (ΚΕ ΙΗΣ ΠΝΑ ΙΗΣΥ) worden afgekort in de tekst. Er zijn geen accenten of leestekens. Wel zijn er later op onregelmatige afstand punten gezet, kennelijk als hulp bij het lezen. Dit doet de gedachte opkomen dat het handschrift ooit in de kerk is gebruikt. Omdat het handschrift zo kort is, weten we dat niet zeker.

## Tekst
Het is nog het meest een Westerse tekst.
Dit stukje Matteüs kent zo’n 85 varianten. 18 daarvan worden ondersteund door vrijwel alle handschriften. 11 zijn uniek aan het handschrift. De resterende 56 is in te delen binnen de Westerse, Alexandrijnse, en Caesareaanse tekst-types.
Waar de papyrus beschadigd is, moet de tekst gereconstrueerd worden door te berekenen hoeveel letters er op het ontbrekende deel passen. De tekst is, afgaande op de varianten, waarschijnlijk afkomstig uit Egypte.
Aland plaatst het in categorie 1 van zijn Categorieën van manuscripten van het Nieuwe Testament.